# Rossella Giglio
Rossella Giglio (* 17. April 1955 in Marsala) ist eine italienische Klassische Archäologin. Sie hat sich besonders seit 2009 im Zusammenhang mit den Ausgrabungen in der Provinz Trapani an Siziliens Westküste einen besonderen Namen gemacht und ist seit Juli 2007 Leiterin der Arbeitsstelle Archäologie (Unità Operativa VIII per i Beni Archeologici) in der regionalen Soprintendenza per i Beni Culturali ed Ambientali (Soprintendenza BB.CC.AA.) für die Provinz Trapani. In dieser Funktion übt sie auch die Fachaufsicht über die archäologischen Fundstätten auf der im Besitz der Fondazione Giuseppe Whitaker in Palermo befindlichen Insel Mozia aus.

## Ausbildung
Nach ihrer Allgemeinen Hochschulreife studierte Giglio zunächst an der Universität Palermo Klassische Literatur. Nach dem Abschluss 1978 und 1979 war sie Teilnehmerin an der Konservierung und Restaurierung des punischen Schiffes, das vor der Küste Mozias gehoben worden war und an weiteren Projekten. So war sie in der Zeit von 1979 bis 1986 an der Katalogisierung der archäologischen Funde auf Mozia beteiligt.:S. 6 Parallel studierte sie an der Universität Catania und schloss dort ihr Aufbaustudium der Archäologie 1980 mit dem Diplom ab. Anschließend arbeitete sie als Wissenschaftliche Mitarbeiterin, Dozentin und Autorin von Fachaufsätzen. 

## Berufliche Aktivitäten
1987 hatte sie den Einstellungswettbewerb (concorso) für die Planstelle eines archäologischen Fachreferenten in der Altertümerverwaltung der Region Sizilien gewonnen, aber erst 1990 wurde sie in die Planstelle eingewiesen und der Dienststelle in Trapani zugeteilt. 1999 wurde sie als Abteilungsleiterin für Archäologische Denkmalpflege an das Centro Regionale per la Progettazione ed il Restauro (Regionalzentrum für Projektierung und Restaurierung) in Palermo versetzt. 2001 kehrte sie als Fachreferentin an die Soprintendenza in Trapani zurück, wo sie im September 2004 die Abteilungsleitung übernahm.  Ein Jahr später wurde sie Leiterin der Archäologischen Abteilung bei der Soprintendenza del Mare in Palermo, der für ganz Sizilien zuständigen Dienststelle für Unterwasserarchäologie. Seit Juli 2007 ist sie wieder Leiterin der Archäologischen Abteilung bei der Soprintendenza in Trapani.:S. 1
Von Anfang ihrer beruflichen Tätigkeit an war sie für verschiedene Gremien Beraterin in Sachen Archäologie:S. 6 und erhielt im Zusammenhang mit ihrer Arbeit diverse regionale Auszeichnungen:S. 8. Außerdem wurde sie im In- und Ausland als Kuratorin verschiedener Ausstellungen und als Referentin auf Tagungen beauftragt und war Leiterin verschiedener wissenschaftlicher Forschungsaktivitäten in Zusammenarbeit mit Universitäten und italienischen und internationalen Instituten.

## Veröffentlichungen (Auswahl)
- mit Ole Crumlin-Pedersen, Honor Frost: Fenici e vichinghi: le navi, Museo archeologico regionale "Baglio Anselmi", Marsala 1993
- Interventi conservativi sui mosaici nel territorio trapanese e nuove scoperte, In: Colloquio dell'Associazione Italiana per lo studio e la conservazione del mosaico, 2004
- Mozia Lilybaeum, Anselmo Editore, Trapani 2008, ISBN 978-88-88246-15-4